# Ángel Medina Devis
Ángel Antonio Medina Devis (Ciudad Bolívar, estado Bolívar, Venezuela, el 18 de noviembre de 1978) es un politólogo y político venezolano. Es diputado a la Asamblea Nacional para el período 2016-2021 y fue coordinador político nacional del partido Primero Justicia hasta su expulsión.
Actualmente es el candidato a la Asamblea Nacional por lista nacional para las Elecciones parlamentarias de 2025 por Un Nuevo Tiempo y Unión y Cambio.

## Vida política
Nació en Ciudad Bolívar, pero desde joven se trasladó a la ciudad de Caracas a estudiar en la Universidad Central de Venezuela (UCV). Allí Medina Devis se formó en la licenciatura de Ciencias Políticas y Administrativas, y militó en la Juventud del partido socialdemócrata Acción Democrática (AD), su primer acercamiento a la política con apenas 18 años de edad. Participó en la conducción de movimientos estudiantiles en varias universidades autónomas. Posteriormente, en 2002, cursó un Diplomado en Avances Gerenciales en la Administración Pública en la Asociación de las Naciones Unidas (ONU).
Se integró a las filas de la formación política Primero Justicia en 2003, donde es parte de la directiva nacional ocupando la función de secretario político nacional de la tolda aurinegra.
Su primera postulación de elección popular fue en el año 2010 como candidato suplente del dirigente de Copei y exgobernador del estado Miranda, Enrique Mendoza, a la Asamblea Nacional. Pese a su cargo, tuvo más asistencias al hemiciclo que el titular de ese curul.
Aunque su carrera dentro de la militancia se ha desarrollado en el centro del país, para el 2015 fue postulado como candidato principal a la Asamblea Nacional pero esta vez por el estado donde nació, Bolívar, resultando electo, también es diputado al Parlamento Latinoamericano (Parlatino) siendo presidente del Grupo Parlamentario Venezolano en ese organismo. En su primer año de mandato se desempeñó también como vicepresidente de la Comisión Permanente de Política Exterior, Soberanía e Integración.
Fue presidente de la comisión preliminar nombrada por la Asamblea Nacional para designar el comité de postulaciones electorales, que tenía la función de convocar a la sociedad civil para que postulara a los candidatos a rectores del Consejo Nacional Electoral (CNE), sin embargo no se concretó, y fueron designados polémicamente por el Tribunal Supremo de Justicia.